# Listă cu programe de arhivare

## Interfață grafică
- 7-Zip
- Ark
- Astrotite
- B1 Free Archiver
- Beezer
- Bitser
- BOMArchiveHelper
- DGCA
- Easy-GZ
- File Roller
- FilZip
- HaoZip
- jZip
- NanoZip
- GCA
- IZArc
- Kdar
- KGB Archiver
- KArchiver
- LHA
- LHMelting  Arhivat în 2 ianuarie 2011, la Wayback Machine.
- MacBinary
- PeaZip
- PowerArchiver
- PowerZip
- PKZIP
- QuickZip
- SimplyZip  Arhivat în 21 iunie 2015, la Wayback Machine.
- Squeez
- StuffIt
- TUGZip
- UltimateZip
- Voodoo-X
- WinAce
- WinRAR
- WinRK
- WinTarBall
- WinUHA  Arhivat în 13 iunie 2011, la Wayback Machine.
- WinZip
- Xarchiver
- ZipGenius
- ZipZag  Arhivat în 21 iunie 2015, la Wayback Machine.

## Linie de comandă
- AdvanceCOMP
- ar
- ARC
- ARJ
- JAR
- bzip2
- compress
- DAR
- gzip
- Info-ZIP
- LHA
- lynx
- lzip
- lzop
- LZX
- NABOB
- PAQ
- PKARC
- PKXARC
- PKPAK
- PKZIP
- RAR
- rk
- rzip
- Tar
- UPX
- XAD
- ZOO